# 倭人
倭人，簡稱倭，中国中原王朝对日本列岛住民的旧称。从古老的著作《山海经》和《論衡》就有对于倭或者倭人的记述，但记述由于时代局限性，所指地點、時間不明，有待进一步了解。到了《论衡》、《汉书》中，才有对日本本土倭人的述及。
中国的历代史书《后汉书》、《三国志》、《宋书》、《隋书》、《旧唐书》、《新唐书》对于倭人的生活习态均有一定的描述，或有重叠部分，为現代人勾勒出了一幅古代日本人的生活图。
倭人习性与特征如下：
- 人民事渔业兼種禾稻。
- 黥面紋身，穿貫頭衣，服装风俗似吴越。
- 一夫多妻，婦人不嫉妒。
- 法俗嚴峻少爭訟。
- 其人嗜酒，冬夏食生菜。
- 其人壽考，多八九十歲。
- 在神靈或貴人的面前會以拍手的方式表達敬意。
- 以「噫」聲來表示回應。
- 國中有市場，以鐵為貨。

## 倭族
根據日本民俗學者鳥越憲三郎（日语：鳥越憲三郎）的說法，倭族最先在長江中上游生活，在雲南滇池附近成功栽種水稻，並在長江流域成立一些小王國，後被華夏族所滅，流散至東南亞各地和日本列島。
這些倭族以紋身，水稻耕作和住干欄式建築為特點。